# Марина Поклеповић
Марина Костелац Поклеповић (Загреб, 21. јул 1971) је хрватска позоришна, телевизијска и филмска глумица.

## Филмографија
| Год.       | Назив               | Улога              |
| ---------- | ------------------- | ------------------ |
| 1990.-те   |                     |                    |
| 1997.      | Руско месо          | проститутка        |
| 1998.      | Путници             |                    |
| 1998.      | Породична ствар     | Санела             |
| 2000.-те   |                     |                    |
| 2002.      | Фине мртве дјевојке | госпођа Ласић      |
| 2004—2005. | Забрањена љубав     | Весна Кос          |
| 2008.      | Тужни богаташ       | Божина жена        |
| 2008.      | Хитна 94            | Горанова мајка     |
| 2011.      | Најбоље године      | пословна партнерка |
| 2010.-те   |                     |                    |
| 2013.      | Зора дубровачка     | пацијенткиња       |